# Сцена «Мініатюра»
Сцена «Мініатюра» театру імені Юліуша Словацького (пол. Scena Miniatura) — архітектурна і промислова пам'ятка, яка знаходиться в Кракові біля театру імені Юліуша Словацького. Внесено до Реєстру пам'яток Малопольського воєводства, які охороняються державою. Будівля входить до туристичного маршруту «Краківський шлях техніки».

## Історія
Сучасна сцена «Мініатюра» театру імені Юліуша Словацького діє з 27 березня 1976 року. Раніше в даній будівлі функціонувала електрична станція театру.
Електростанція з елементами неоренесансу і модерну була побудована в 1893 році за проєктом польського архітектора Яна Завейського і була однією з найперших електростанцій у Кракові. Будівля спроєктована таким чином, щоб максимально приховати електричний двигун і димар. Спочатку будівля називалася Будинком машин. Електростанція була виготовлена в Німеччині і доставлена до Кракова чеською компанією Франтішека Кржижика.
Електростанція перестала працювати в 1906 році, коли в Казімежі була побудована сучасніша Краківська електростанція більшої потужності, яка забезпечувала електрикою все місто.
17 травня 1993 року електростанція була внесена до реєстру пам'яток Малопольського воєводства (№ А-946), які охороняються державою.

## Сьогодення
У 2006 році електростанція увійшла до переліку об'єктів туристичного маршруту «Краківський шлях техніки», який діє під патронажем Краківського муніципалітету.